# Grängesbergs gruvor

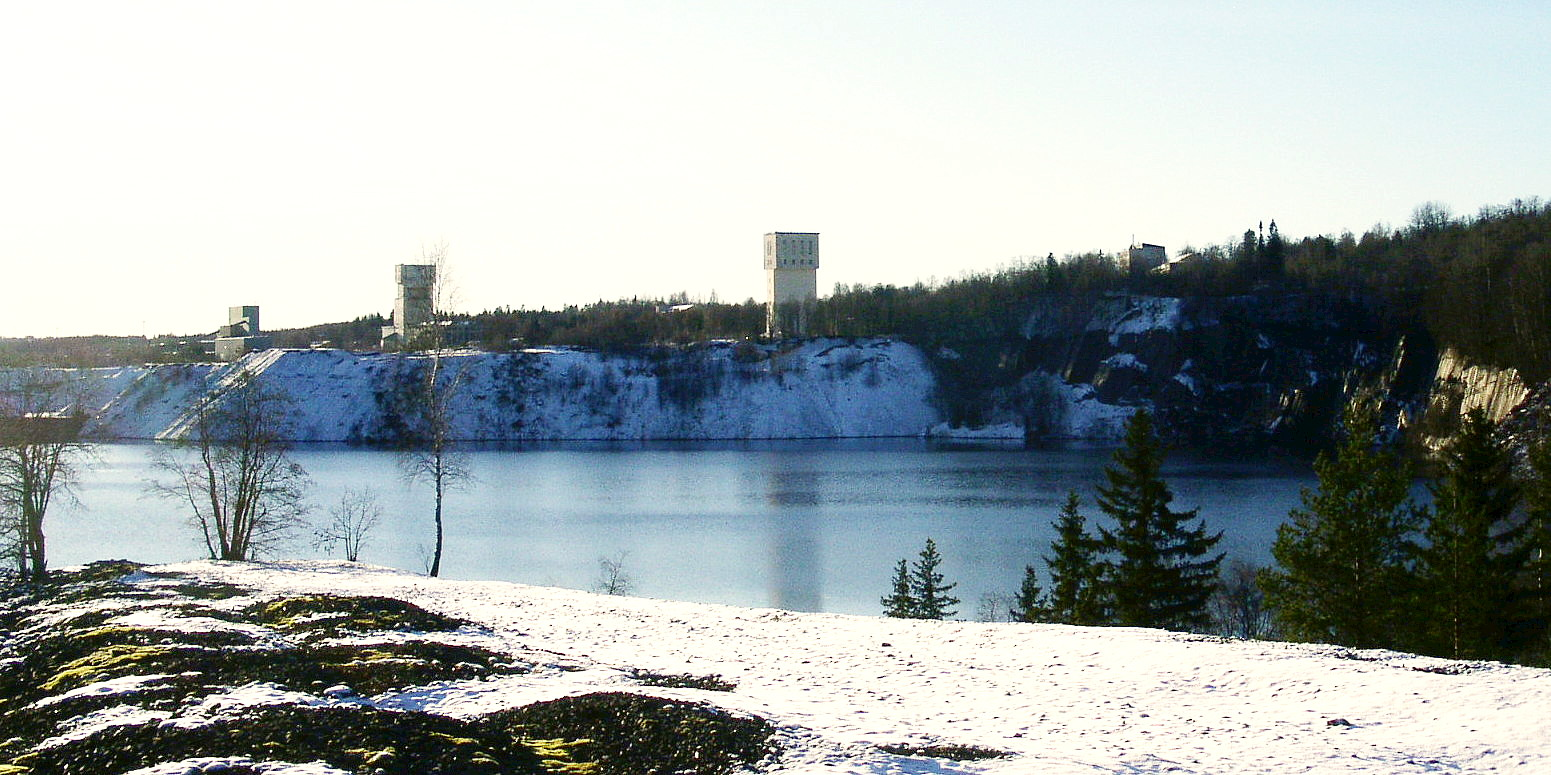
Grängesbergs gruva och den numer vattenfyllda skärningen sedd från Norra tippen. Byggnaderna (de som når över trädtopparna) är från vänster räknat: Pelletsverket (GP-verket) i Lomberget, Centralschaktets lave, Jakobina lave och Gruvkontoret.

Grängesbergs gruvor var en rad järnmalmsgruvor med malmbehandlingsverk i Grängesberg, 16 kilometer sydsydväst om Ludvika. Gruvverksamhet bedrevs under 1900-talet av Grängesbergsbolaget, Stora Kopparbergs Bergslags AB och SSAB och lades ner år 1989. De sista arbetarna gick hem 1991. I några av gruvans gamla byggnader finns idag kulturell verksamhet som "Filmarkivet i Grängesberg", "Mojsen Gruvcentrum" och konstutställningar i gamla maskinhuset. Grängesbergs gruvor ingår i Ekomuseum Bergslagen.
Grängesbergs malmfält som huvudsakligen ligger i Grangärde socken indelas i flera olika gruvfält: Lombergsfältet (inom Örebro län), Östra och Västra Ormberget, Södra och Norra Grängesberg, samt Strandberget och Risberget.

## Historik

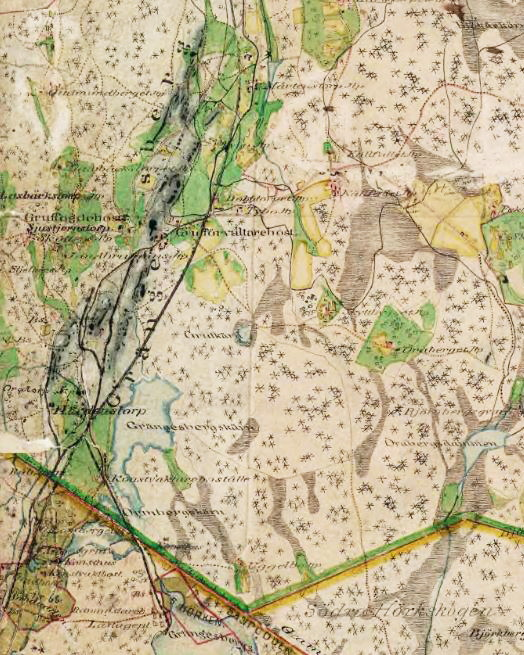
Grängesbergs gruvor 1866.

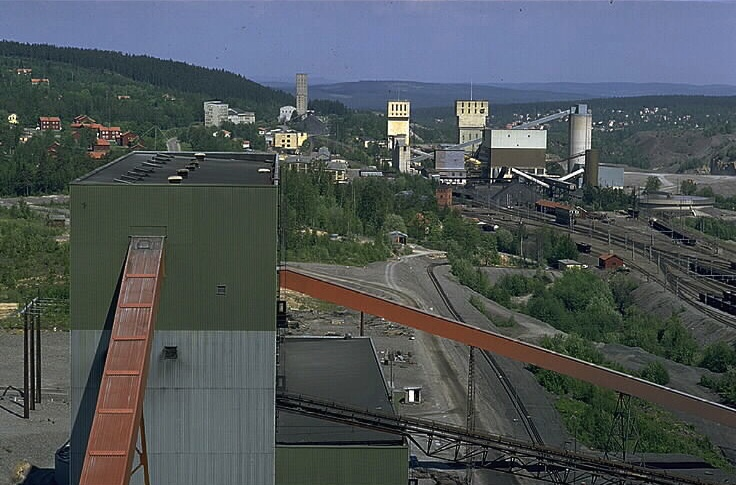
Grängesbergs gruvor omkring 1970.

Brytningen i Grängesberg påbörjades på 1500-talet och var fram till nedläggningen 1989 Sveriges tredje största järnmalmsgruva. Malmen anrikades i Grängesberg. Grängesbergs malmfält var det största i Bergslagen och innefattade ett flertal malmkroppar som tidvis brutits som enskilda gruvor. Den största enheten var det cirka en kilometer långa Exportfältet, bestående av ett flertal malmer. Längre söderut i samma stråk finns Ormbergs- och Lombergsfälten och mot norr Risbergsfältet. 
Sedan 1700-talets slut överfördes kraften att driva pump- och uppfordringsverk av upp till sju konsthjul, bland dem det rekonstruerade Lombergshjulet. Men Grängesberg var också platsen där man för första gången framgångsrikt lyckades överföra växelström över längre sträckor. Från ett nybyggt vattenkraftverk i Hällsjön, 15 kilometer bort, fördes strömmen sedan 1893 till gruvorna i Grängesberg och övertog därmed stånggångarnas arbete. Det var världens första kommersiella kraftöverföring för växelström över en längre sträcka.
På 1800-talet bestod Grängesbergs gruvor av cirka 200 dagbrott och gruvor. Den engelske finansmannen sir Ernest Cassel investerade i både järnväg och gruvor samt lät uppföra Cassels donation, ett kultur- och konserthus i Grängesberg. Området ansågs vara en av Europas främsta fyndigheter av järnmalm.
I mitten av 1960-talet hade 1 600 personer sitt arbete här. I början av 1970-talet bröts upp till fyra miljoner ton per år i gruvan och därefter sjönk produktionen successivt fram till nedläggningen 1989. I januari 1990 gick det sista malmtåget från Grängesberg till Oxelösund. 
Malmerna var rika på mineralet apatit och till övervägande delen magnetitmalmer, men ungefär en femtedel utgörs av hematitmalmer. Malmerna ligger i ett stråk av omvandlade, natriumrika vulkaniska bergarter som tillhör leptitformationen.

## Nedläggningen
Grängesbergsbolaget, som drev gruvan, hade länge varit en ekonomisk motor för regionen. Under 1970-talet blev det emellertid tydligt att gruvindustrin stod inför stora utmaningar. Den globala efterfrågan på stål minskade och en oljekris 1975 bidrog ytterligare till en försämrad situation för både stål- och gruvindustrin i Sverige.
För att försöka rädda den krisdrabbade stålindustrin bildades SSAB (Svenskt Stål AB) 1978, som en sammanslagning av flera stål- och gruvföretag, inklusive Grängesbergsbolaget. SSAB blev till största del statligt ägt, med ambitionen att stabilisera och omstrukturera branschen. Björn Wahlström, som tillträdde som VD för SSAB, blev snabbt en central person i omvandlingen av företaget och i beslutet att rationalisera gruvverksamheten. Detta innebar att gruvor som Grängesberg skulle behöva visa lönsamhet för att få fortsätta sin drift. Grängesbergsbolaget drabbades hårt och 1979 tvingades företaget minska sin gruvverksamhet med en tredjedel, vilket resulterade i att cirka 300 arbetare förlorade sina jobb, medan gruvor i Håksberg och Blötberget läggs ner.
Björn Wahlström avgår som VD för SSAB 1981 och övergår till att bli styrelseordförande för LKAB. Henry Lundberg, tidigare platschef i Luleå, tar över som VD för SSAB. Omstruktureringen avslutas 1982, och SSAB visar för första gången ett positivt resultat på 23 miljoner kronor efter att antalet anställda i koncernen minskat med 20 procent. Samtidigt fortsätter diskussionerna om Grängesbergs framtid, där gruvans lönsamhet ifrågasätts.
Staten tar över Statsföretags 50-procentiga andel i SSAB 1982. Det statliga ägandet av SSAB ökar, och fokus ligger nu på att konsolidera och förbättra företagets resultat genom kostnadsreduktion och mindre strukturella förändringar.
Under 1984 och 1985 försöker SSAB att expandera internationellt, bland annat på den amerikanska marknaden, där man möter motgångar. Anklagelser om statliga subventioner leder till utjämningstullar, och två amerikanska kunder går i konkurs, vilket leder till förluster för SSAB. Den negativa utvecklingen påverkar också gruvverksamheten, särskilt Grängesberg, som står inför allt större lönsamhetsproblem. 1985 bryts den positiva resultatutvecklingen och SSABs vinst halveras till 205 miljoner kronor.
Tiden präglas av osäkerhet och Björn Wahlström återvänder 1986 till SSAB som styrelseordförande efter att industriminister Thage G. Peterson uttryckt oro över SSABs utveckling. Wahlström kräver förändringar, inklusive att privata ägare ska komma in i företaget och att SSAB bör noteras på börsen. Efter en kraftig nedgång i dollarkursen, förvärrades situationen ytterligare. Detta slog hårt mot exporten av järnmalm och Wahlström ställde ett ultimatum: om Grängesbergsgruvan inte kunde bli lönsam före 1989, skulle den stängas. Samtidigt köper staten ut Grängesbergsbolaget ur SSAB för 600 miljoner kronor.
År 1987 markerade en kritisk tidpunkt för Grängesbergs gruva och regionen. Omstruktureringen av den svenska stålindustrin intensifierades detta år, vilket påverkade gruvan och dess arbetare. Under detta år påbörjade SSAB, under ledning av den nytillträdde VD Leif Gustafsson, en omfattande omstrukturering. Eftersom överkapaciteten inom järnmalmsutvinningen förväntades bli bestående med fortsatta prisfall så skulle koncernens gruvverksamhet i Dannemora och Grängesberg avvecklas. Förhoppningen var att bland annat dessa besparingar skulle leda till att SSAB:s resultat förbättrades med ca 500 miljoner kronor per år. När det stod klart att SSAB:s resultat år 1986 endast skulle bli 245 miljoner kronor, att reserveringar i storleksordningen en miljard gjorts och att ingen utdelning skulle utgå 1987 så ansåg ledningen att man behövde agera.
Antalet anställda uppgick under året till 15 512 i SSAB-koncernen. Genom omstruktureringen och nedläggningarna beräknades att ett par tusen jobb inte längre behövas i koncernen. Vid orter där nedläggningar skulle genomföras blev de lokala protesterna stora. Både företagsledning och politiker var utsatta för högljudda protester. Industriminister Thage G Peterson framförde till styrelsen och ledningen åsikten att takten vad gällde omstruktureringar och nedläggningar borde dämpas. Styrelsen i SSAB hade emellertid en överenskommelse att om en styrelsemedlem var tvungen att gå så skulle hela styrelsen avgå. Björn Wahlström kunde hota med hela styrelsens avgång och den statlige ägarens försök till påverkan kom aldrig att leda till något. Takten i förändringsarbetet upprätthölls.
I Grängesberg, där gruvan hade varit en central del av samhällslivet i århundraden, var motståndet mot nedläggningen särskilt starkt. Gruvarbetarna och lokalsamhället kände sig övergivna av både företagsledningen och staten. Under året genomfördes MBL-förhandlingar (Medbestämmandelagen) mellan fackliga företrädare och arbetsgivaren, men dessa förhandlingar bröt till slut samman. Missnöjet bland arbetarna och deras fackliga företrädare ledde till högljudda protester och stor oro i lokalsamhället.
I ett försök att mildra situationen och förhindra en omedelbar kollaps av gruvdriften, beslutade staten att ingripa. Vid slutet av 1987 kom staten överens med SSAB om att köpa Grängesbergs gruva för att driva den vidare under en övergångsperiod. Detta innebar att staten bildade ett nytt statligt bolag som tog över driften av gruvan. För att täcka kostnaderna för avvecklingen förhandlade SSAB och staten fram att SSAB skulle överföra 275 miljoner kronor till detta nya bolag.
Den 10 mars 1989 beslutade SSAB styrelse, efter ett telefonmöte, att Grängesbergsgruvan skulle stängas den 31 december 1989. Fram till dess behövde produktionen fortsätta med hög intensitet för att uppfylla befintliga malmleveranser. Några veckor innan detta möte hade Gränges Gruvors styrelse presenterat en handlingsplan som, baserad på djupundersökningar, pekade på möjligheter för fortsatt gruvdrift. Trots dessa resultat beslutade SSAB styrelse att avsluta verksamheten. Enligt Björn Wahlström, SSABs ordförande, var det mer fördelaktigt för bolaget att köpa malm från utländska leverantörer istället för att fortsätta driva gruvor som Grängesberg.

## Historiska bilder

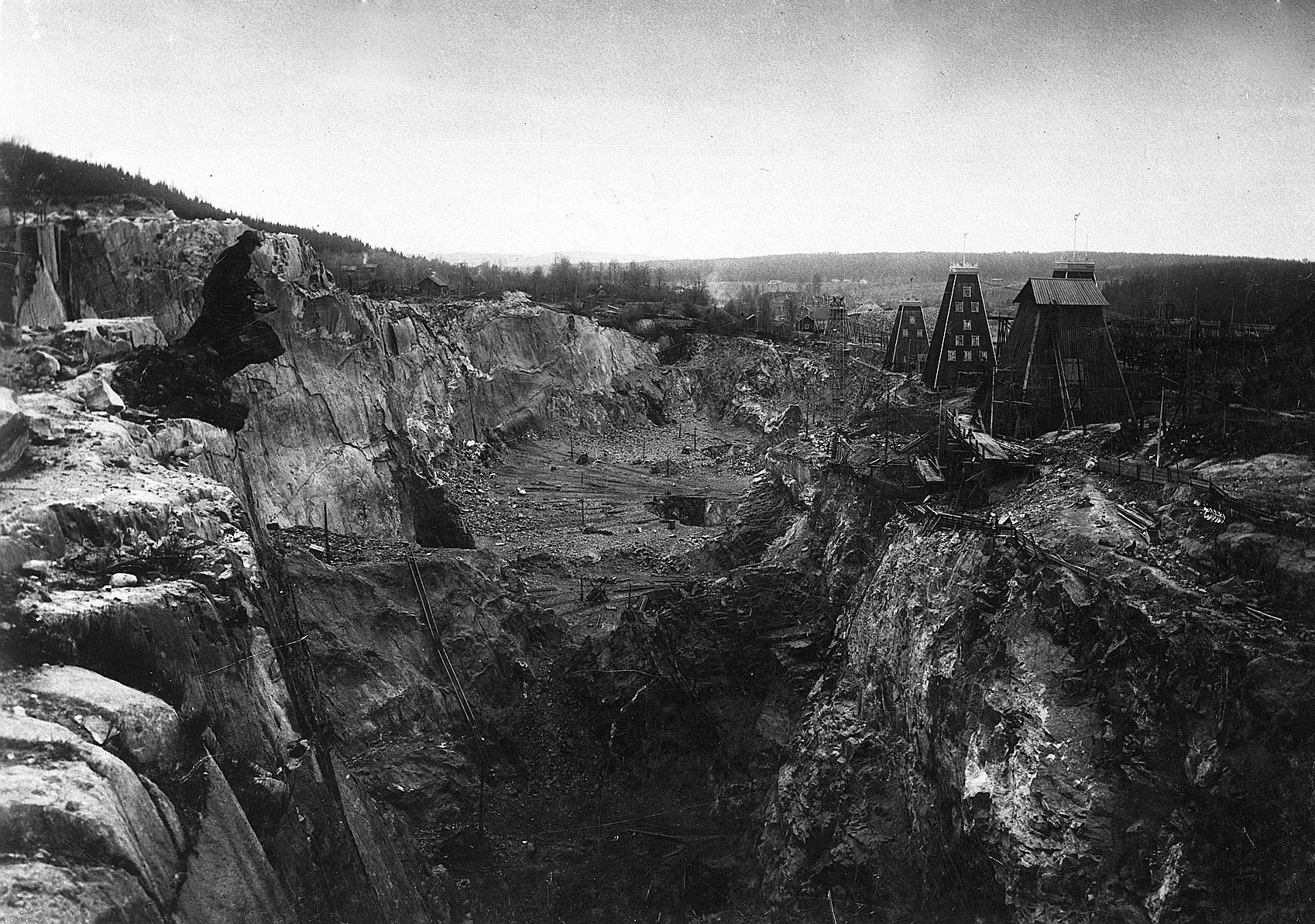
Dagbrottet ca 1895
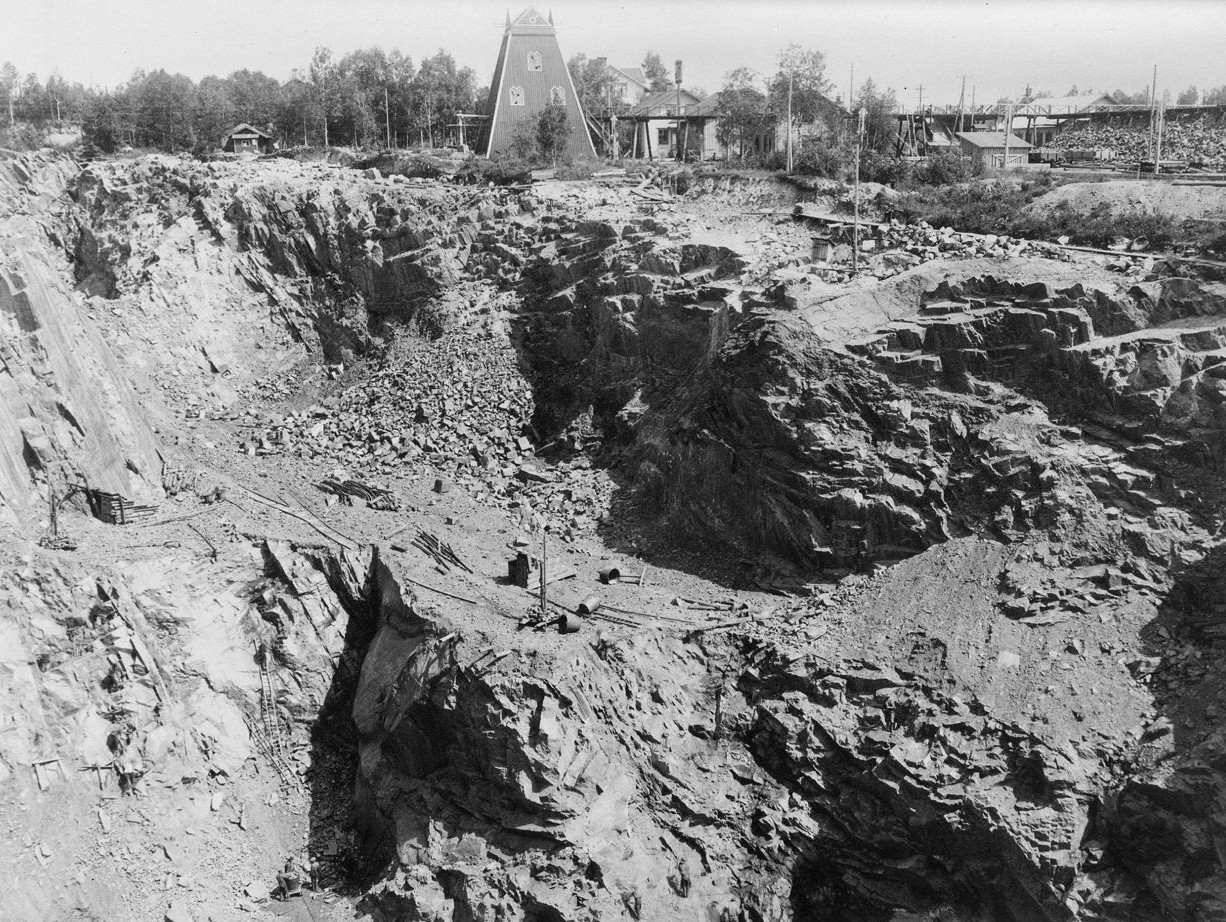
Bredsjöbrottet ca 1900
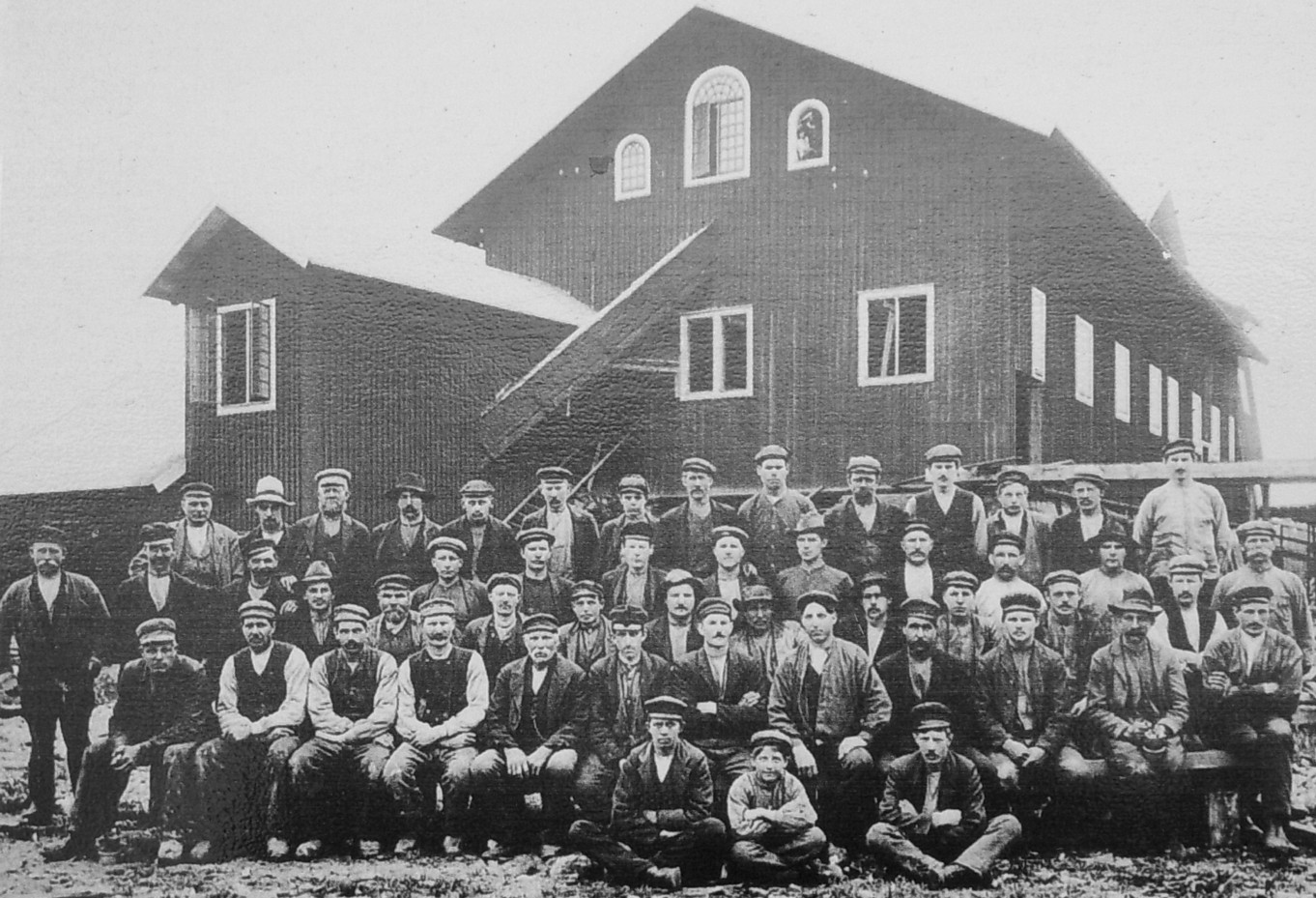
Gruvarbetare vid gruvan i Grängesberg ca 1900
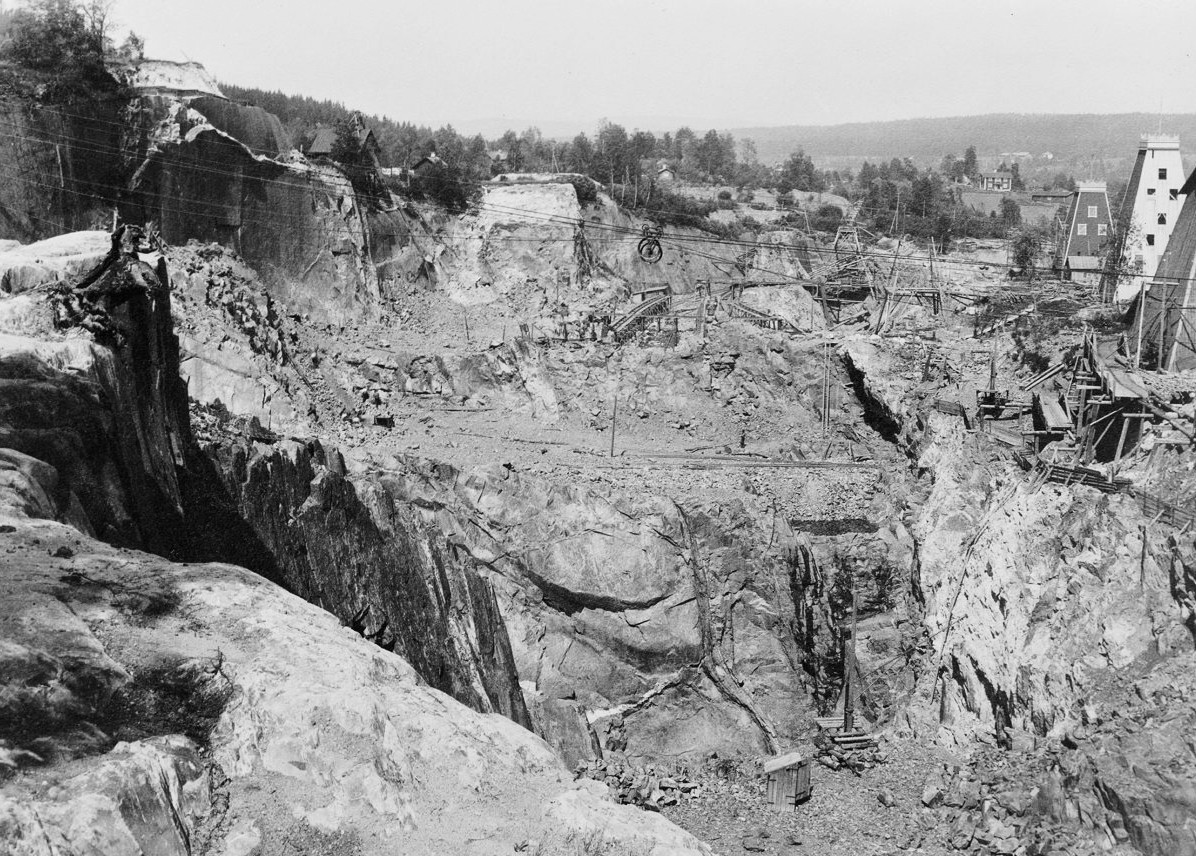
Välkomman och Skärningen ca 1900
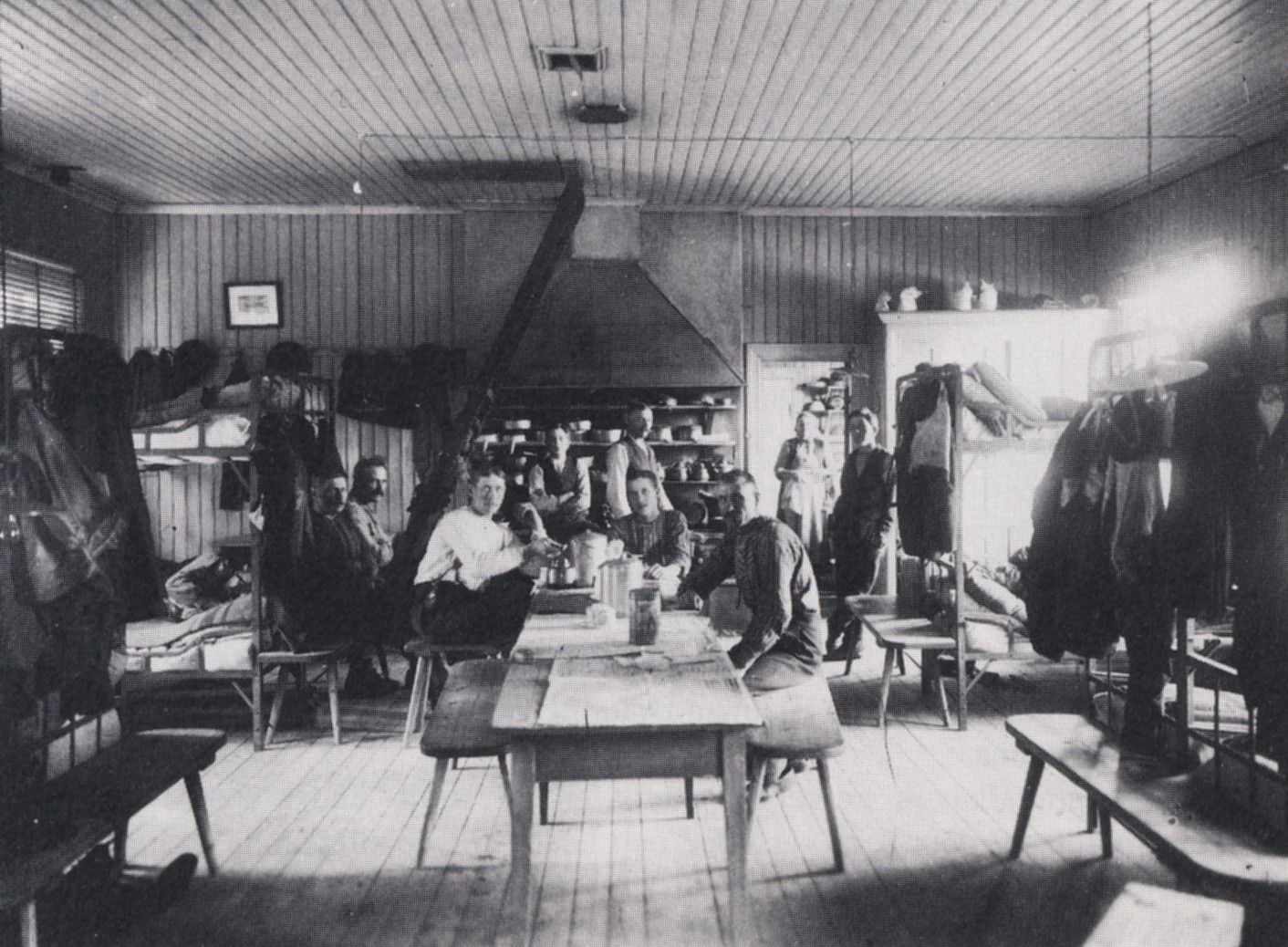
Karl Johnas gruvstuga ca 1910

## Nystart
Det har funnits planer på att åter öppna Grängesbergs gruva. Det är företaget Grängesberg Iron AB som vill bryta järnmalm i den gamla gruvan. I maj 2013 beviljades bolaget bearbetningskoncession av Bergsstaten. Bolaget hoppas att verksamheten kan komma igång år 2016. 23 september 2013 ansökte bolaget om företagsrekonstruktion vid Falu tingsrätt, med hänvisning till likviditetsbrist. Rekonstruktionen beviljades, inleddes i september 2013 och avslutades i maj 2014.

## Nutida bilder
Byggnader

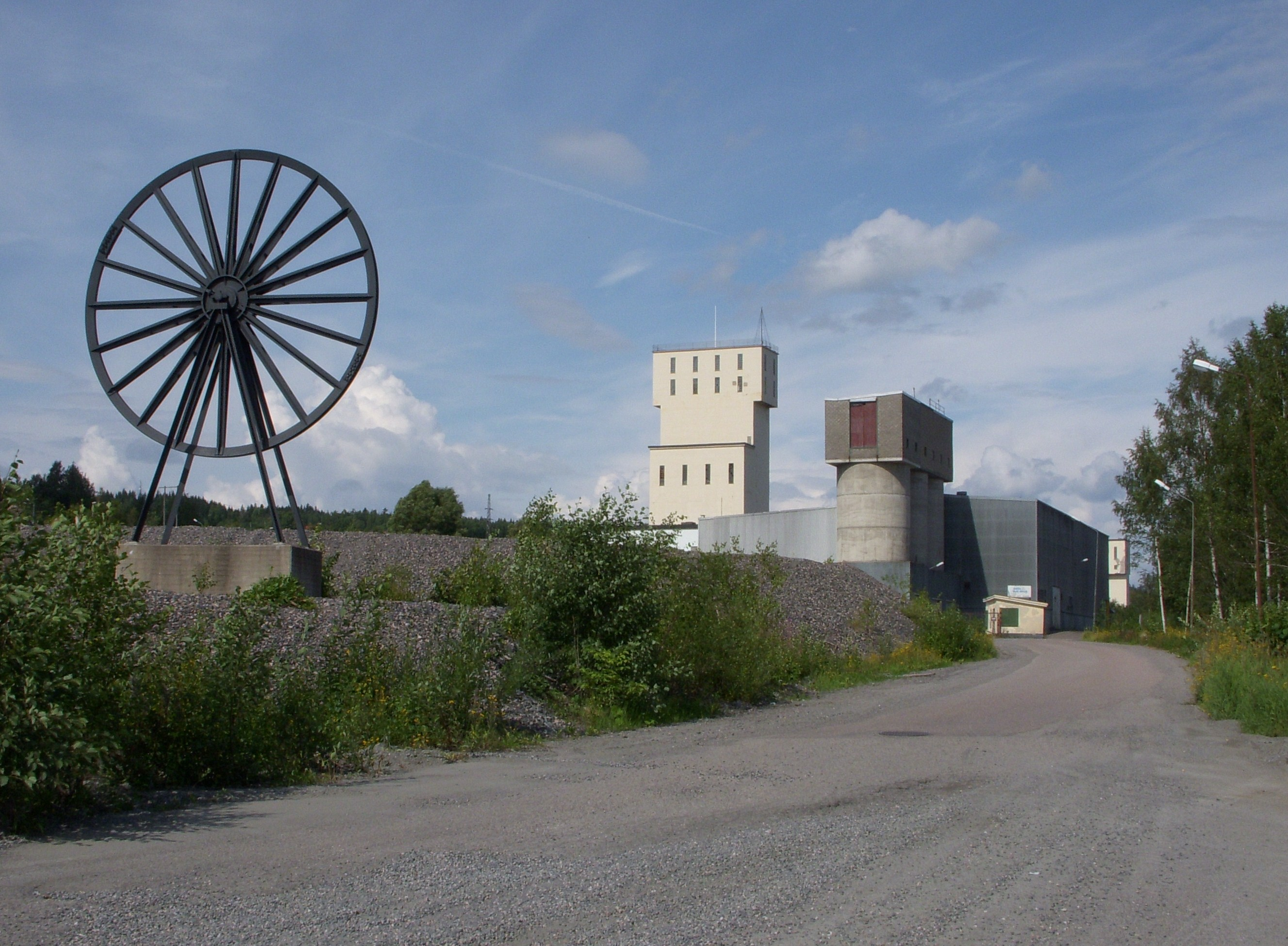
Gruvområdet 2009
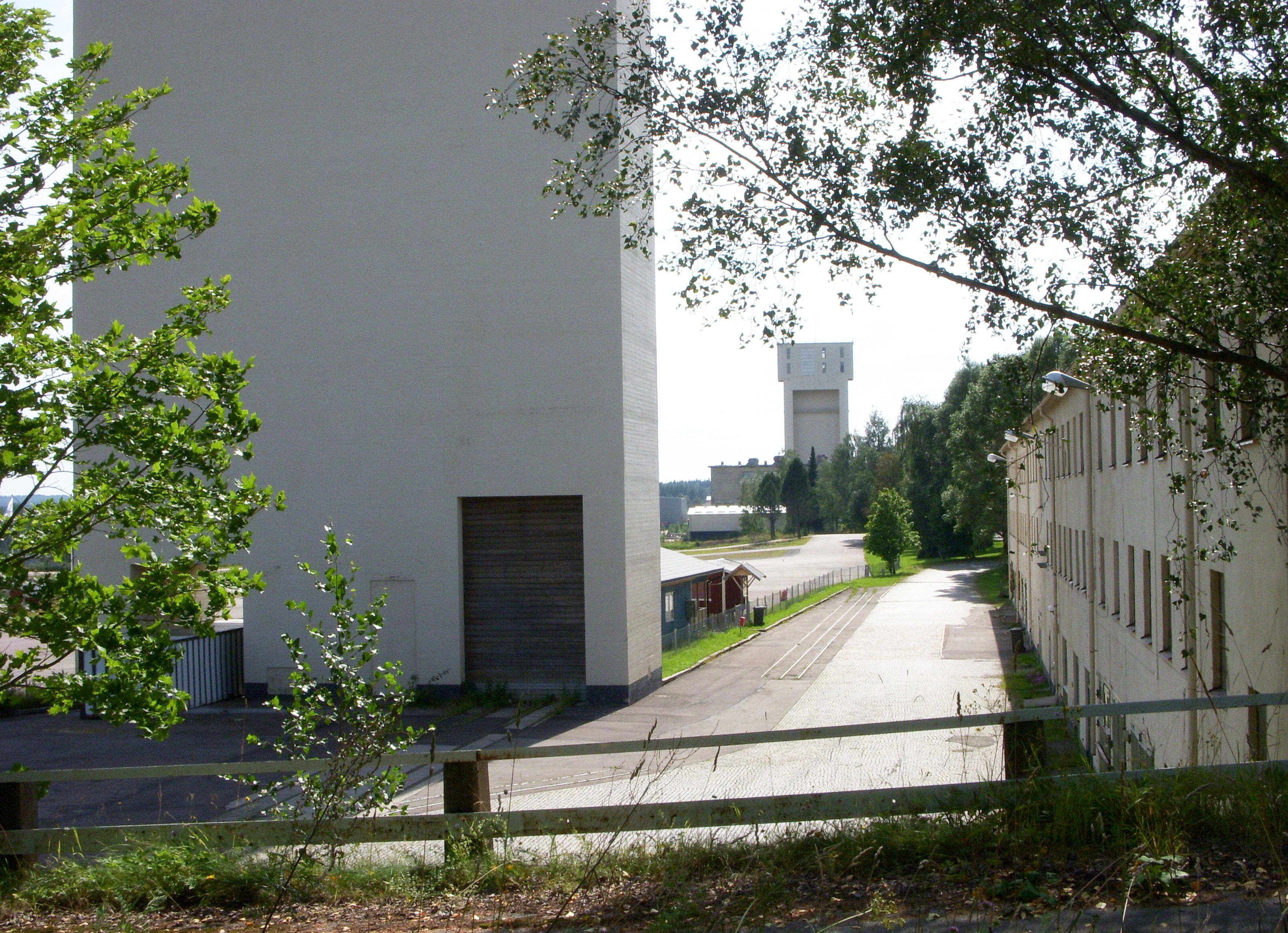
Gruvans byggnader 2009
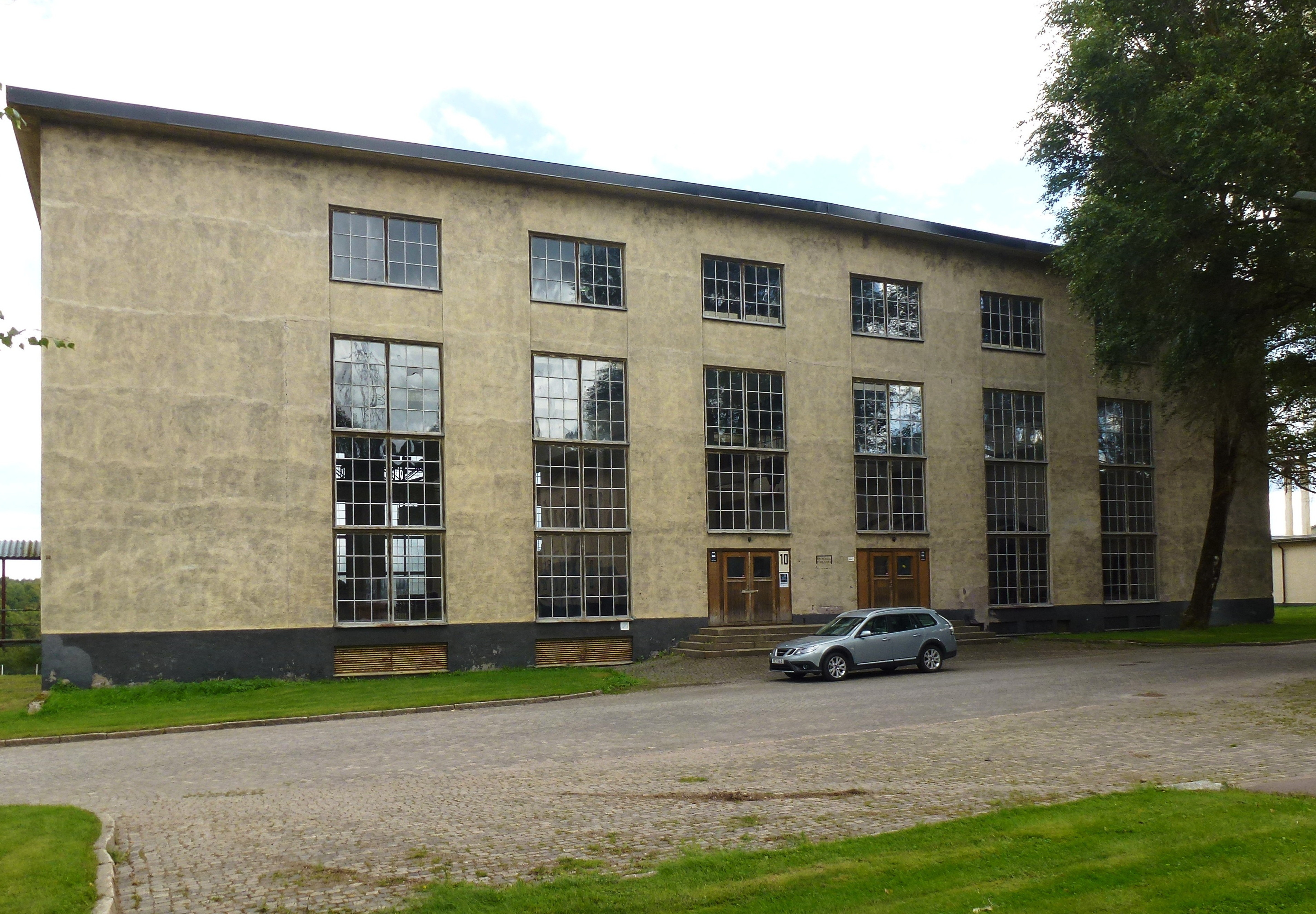
Maskinhuset 2012
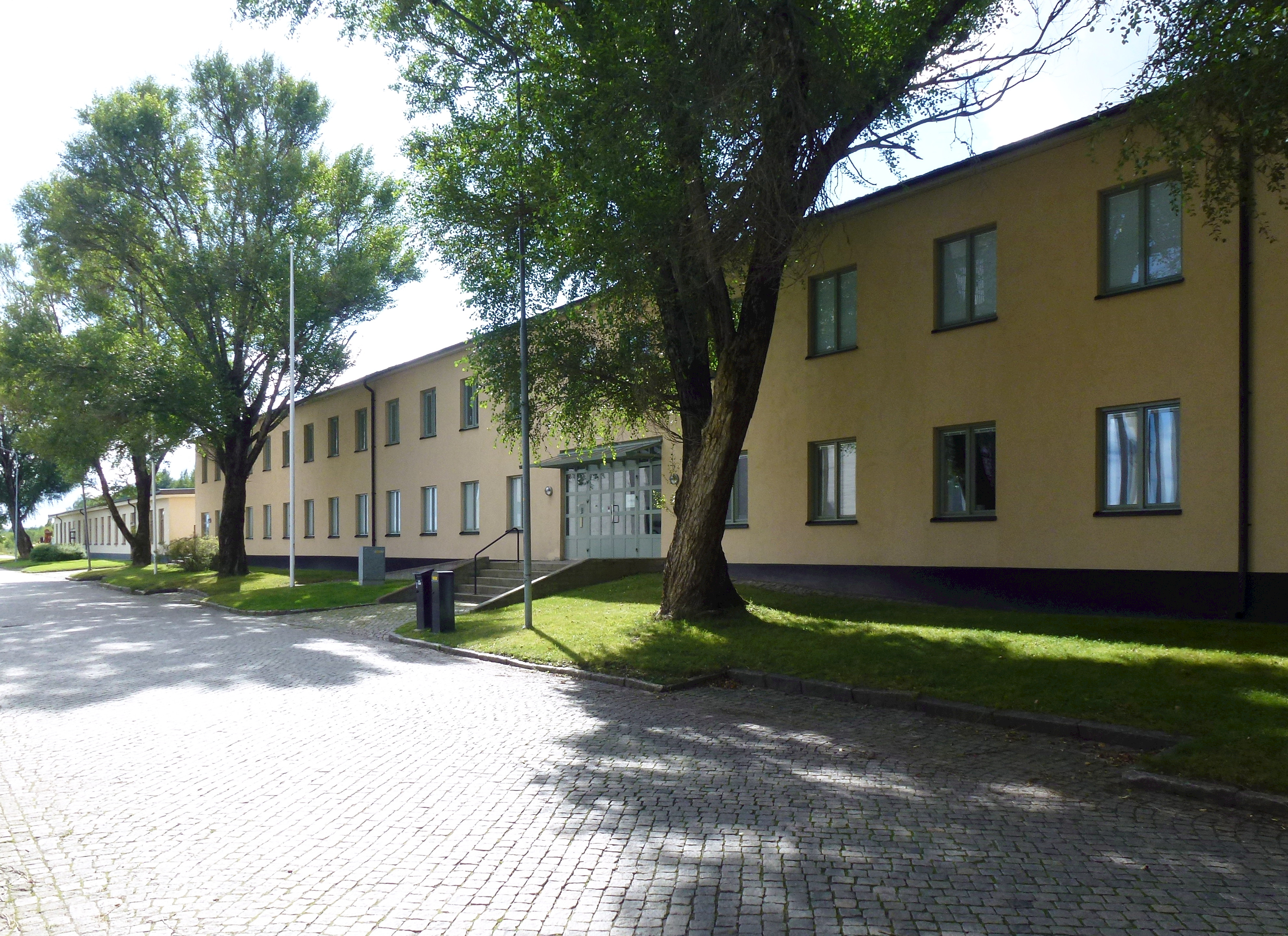
Filmarkivet (närmast) och Mojsen Gruvcentrum 2014
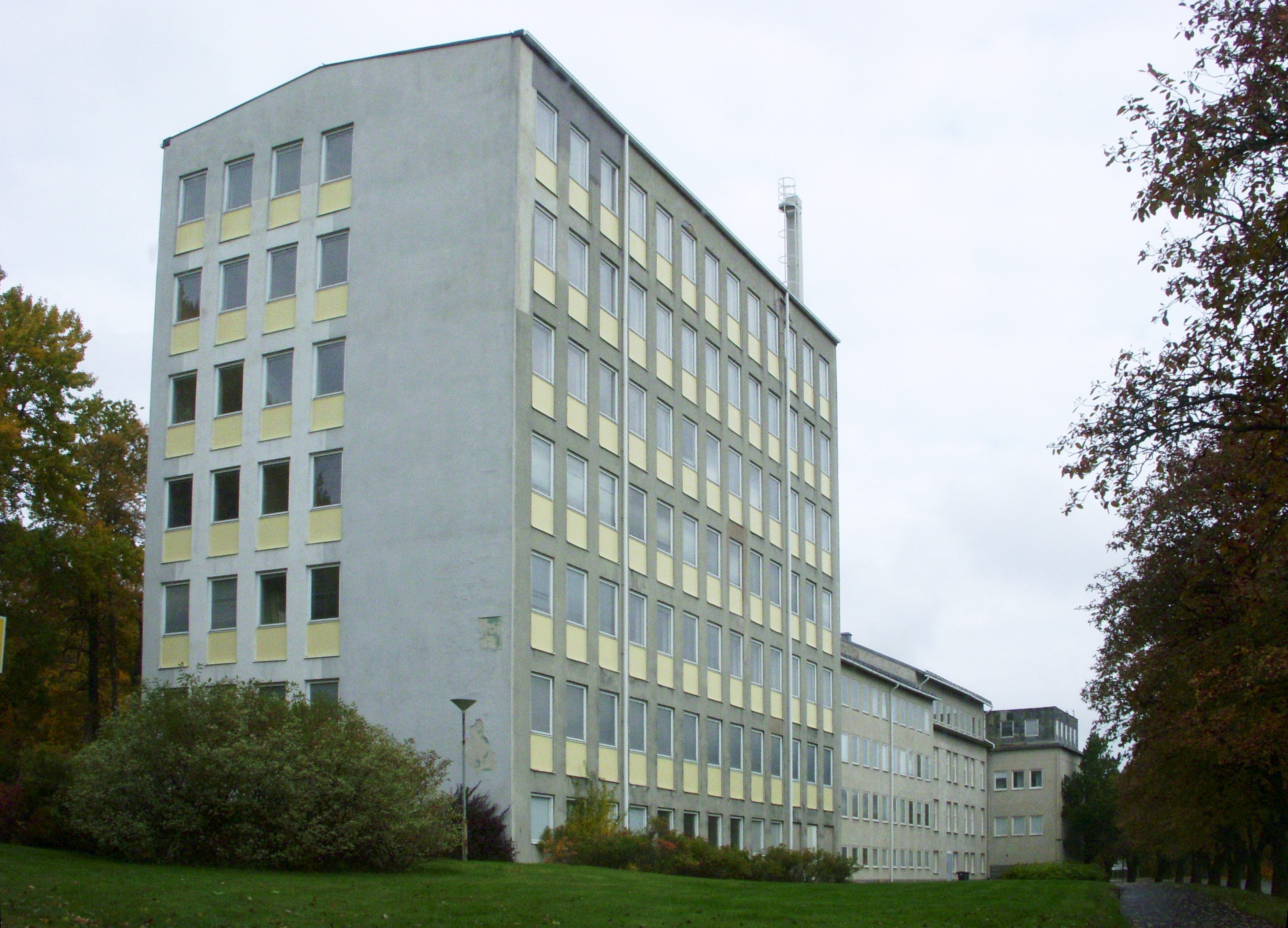
Gamla gruvkontoret 2014

Maskinhallen, interiör

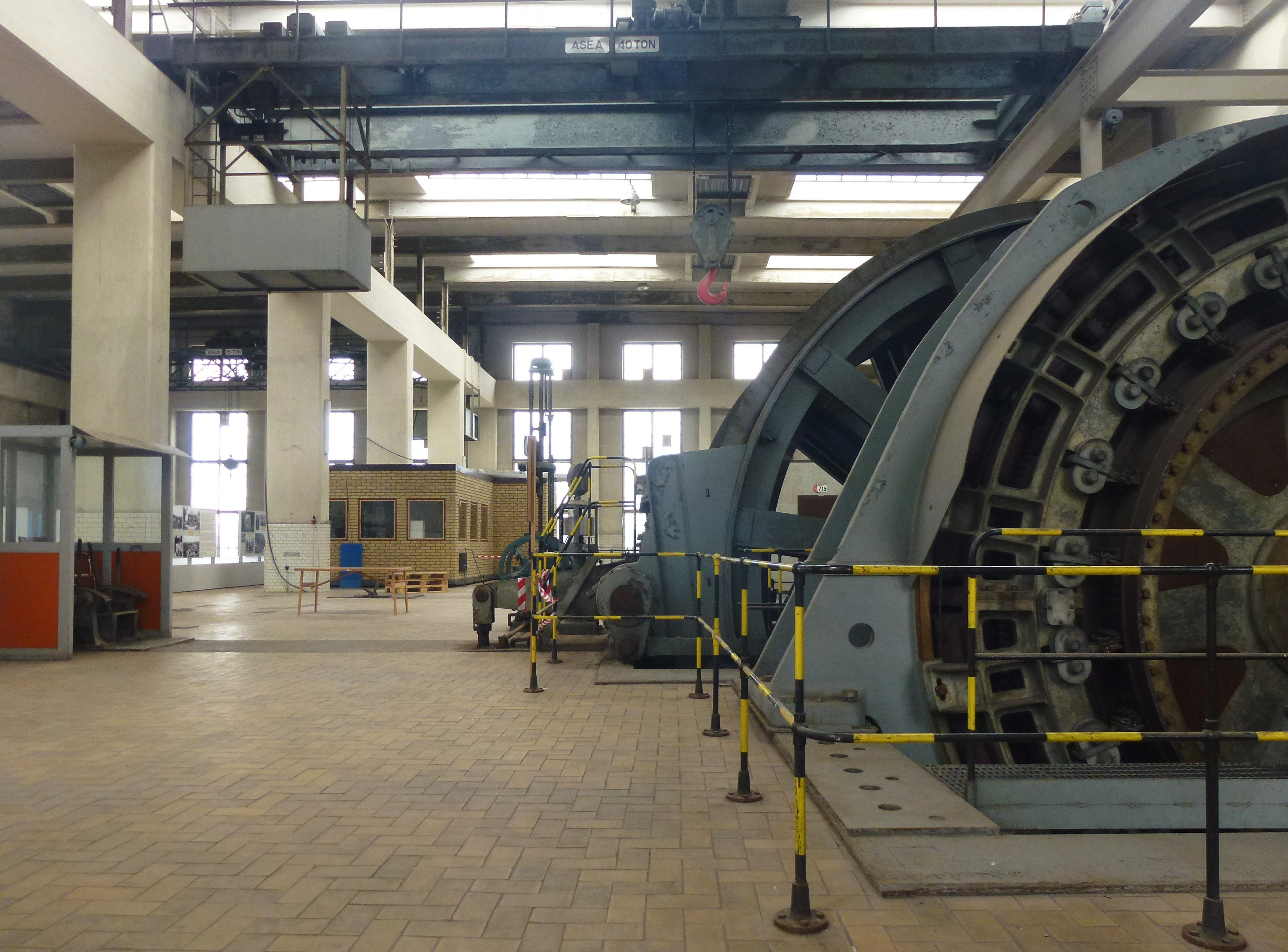
Maskinhallen
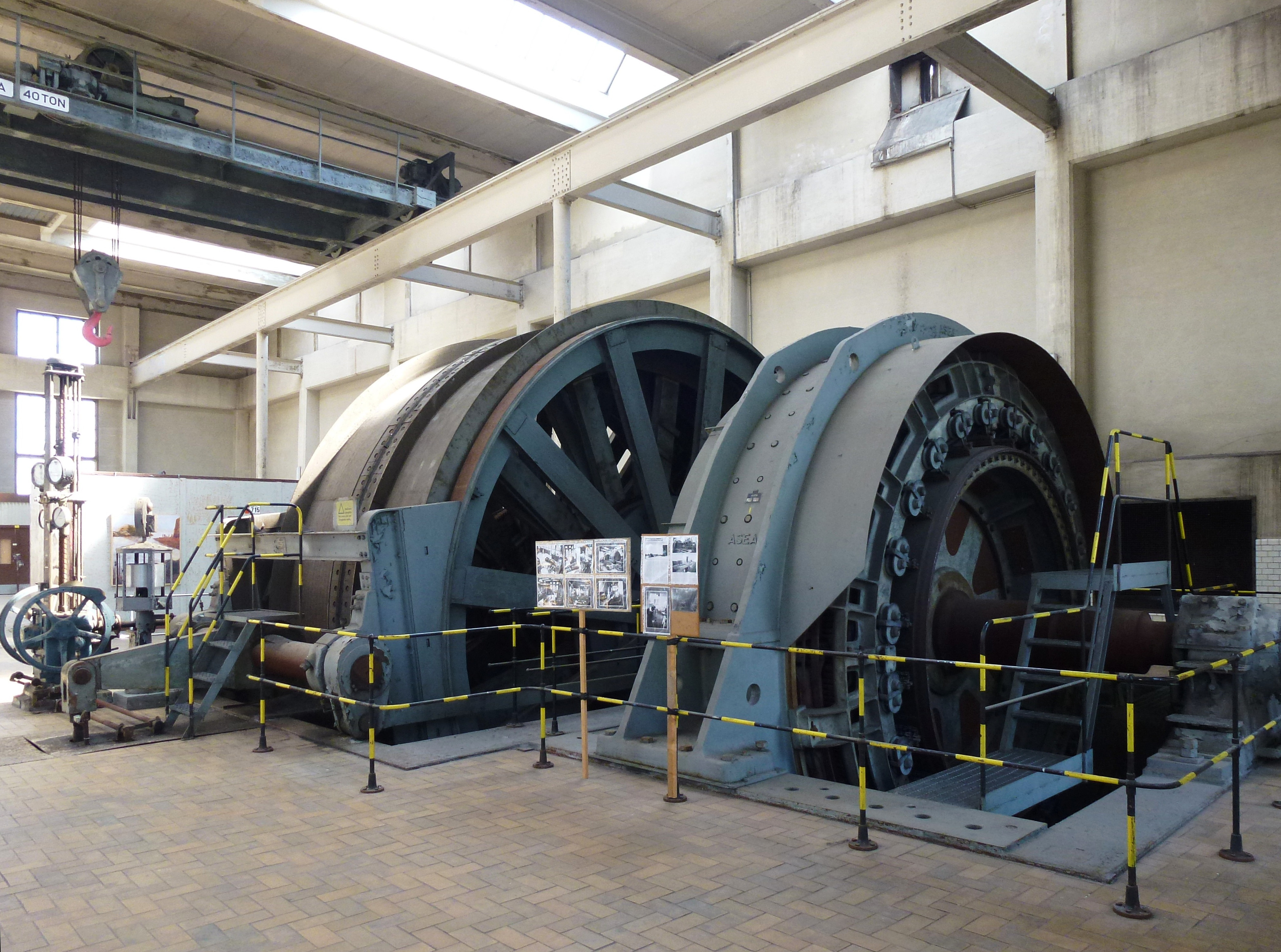
Lintrummor
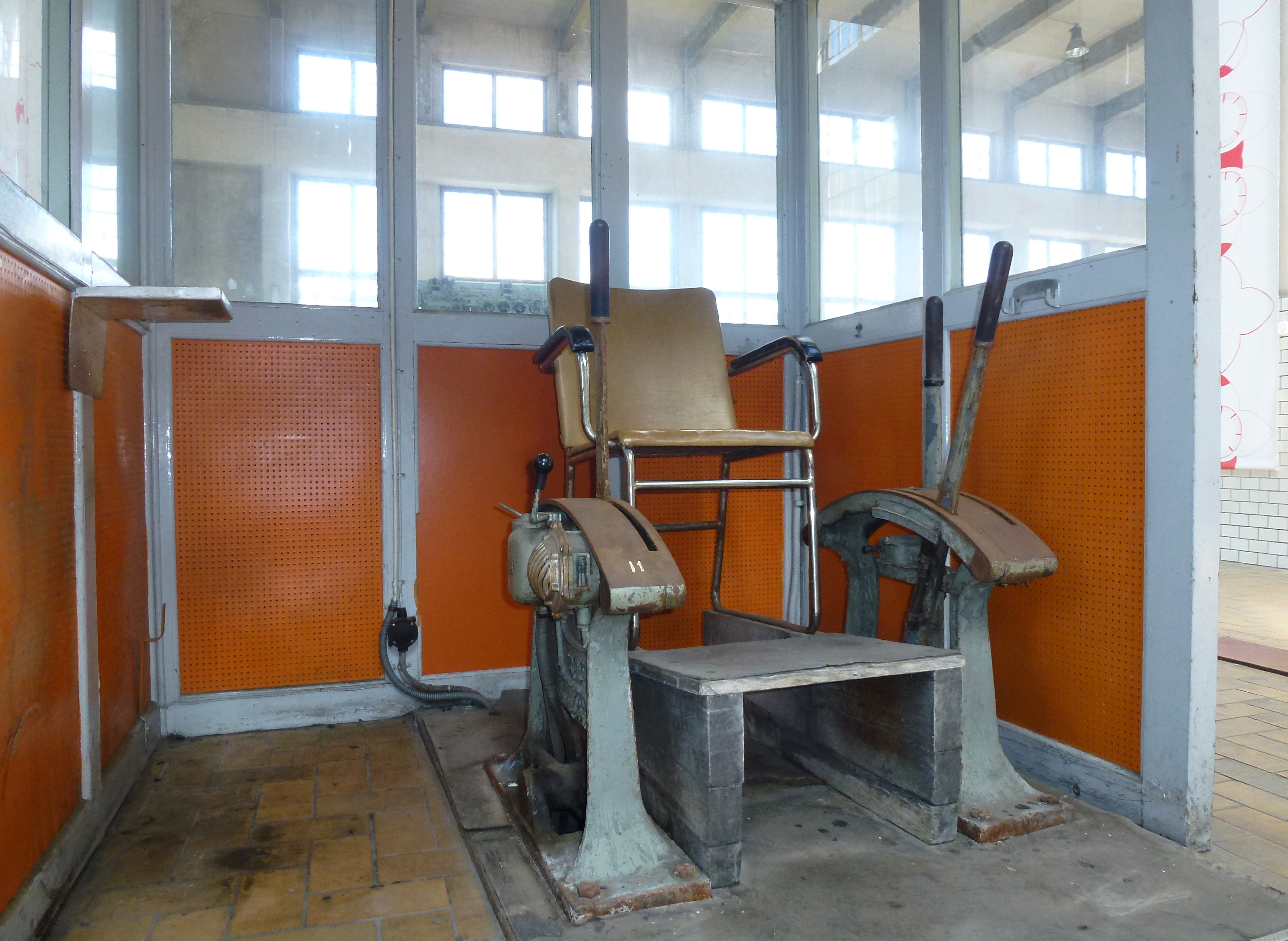
Manöverplatsen för bergspelet
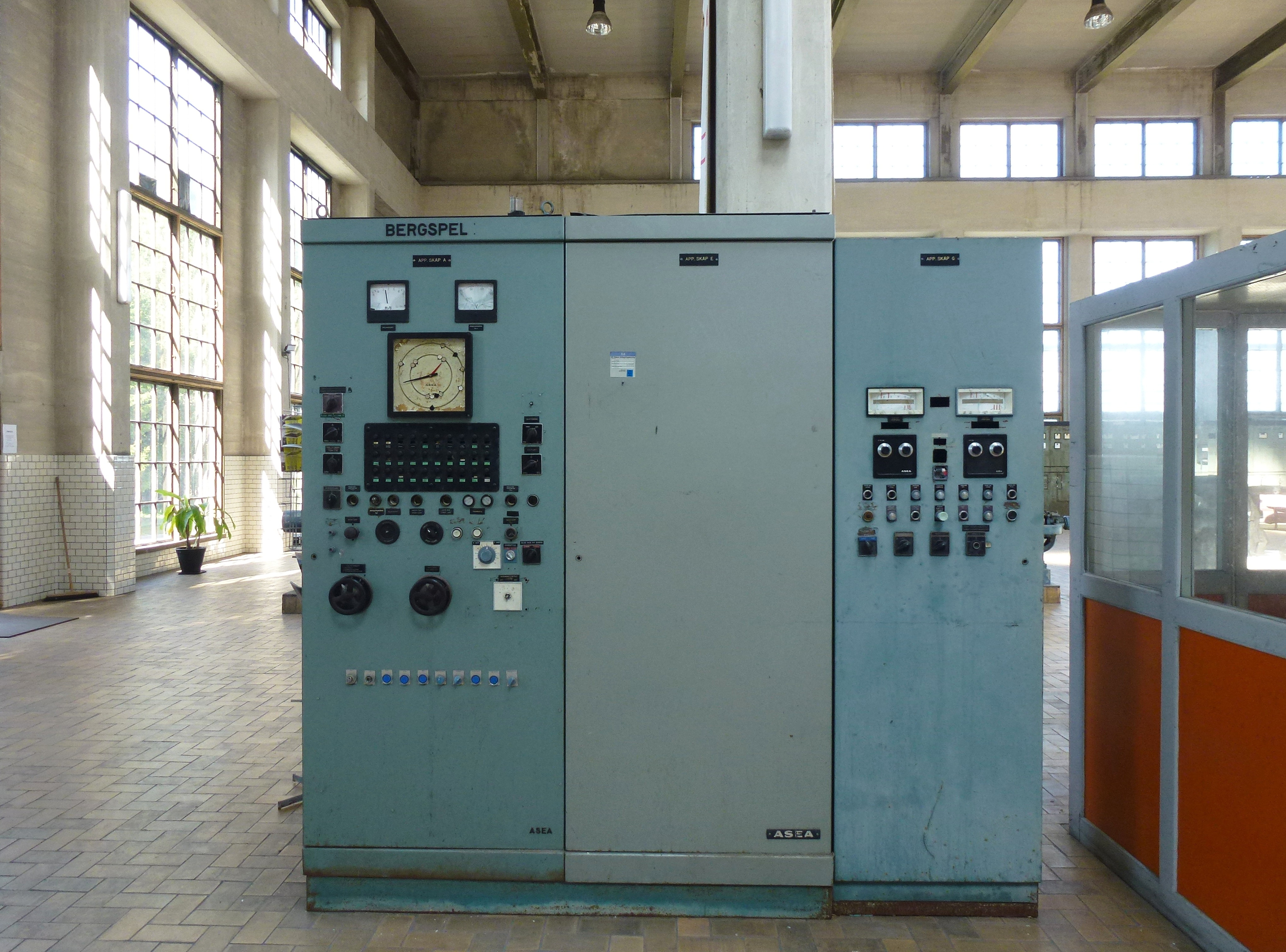
Manöverskåpet för bergspelet
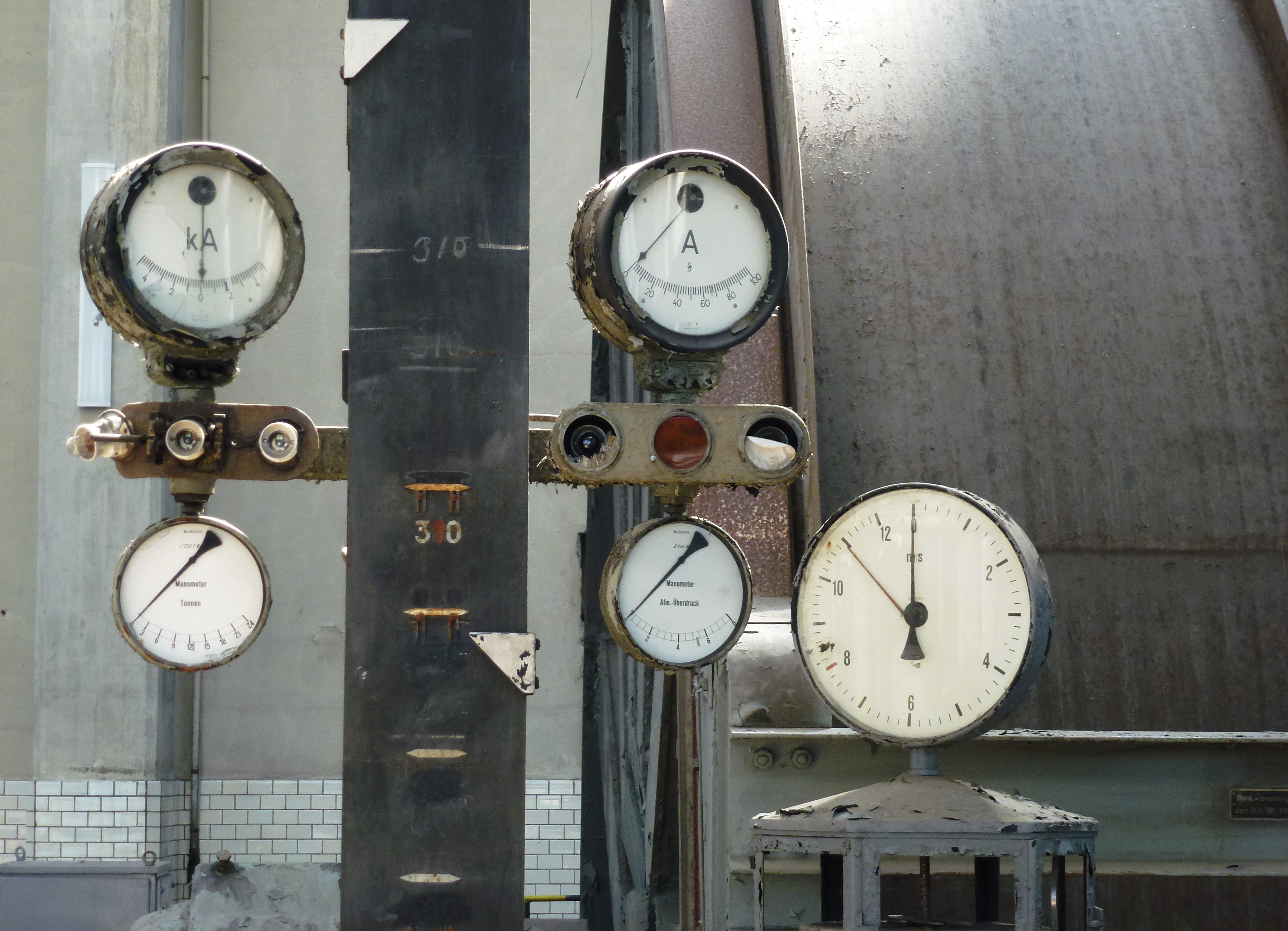
Nivåindikator

## Kulturverksamhet

### Filmarkivet i Grängesberg

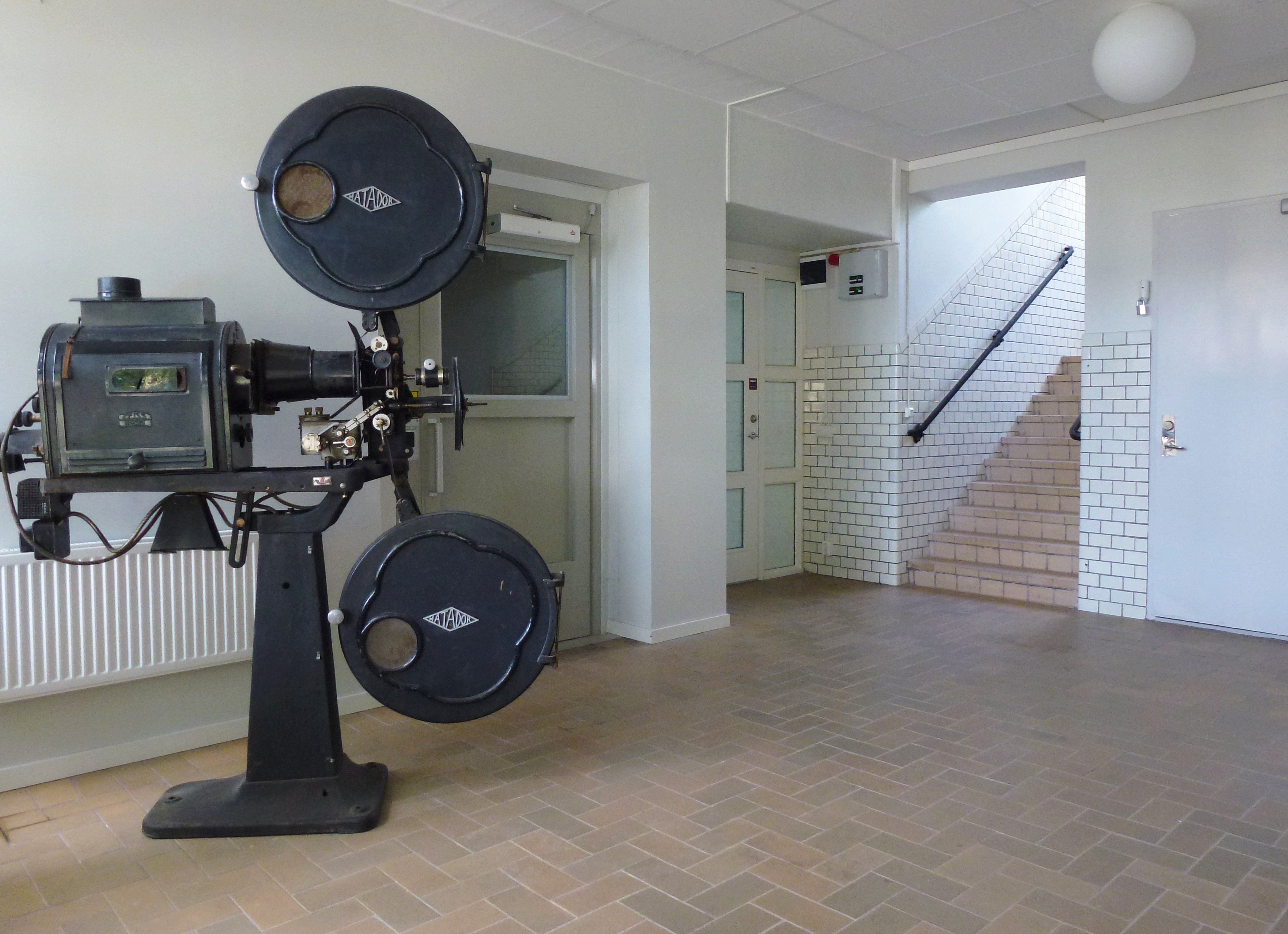
Entréhallen till Filmarkivet i Grängesberg.

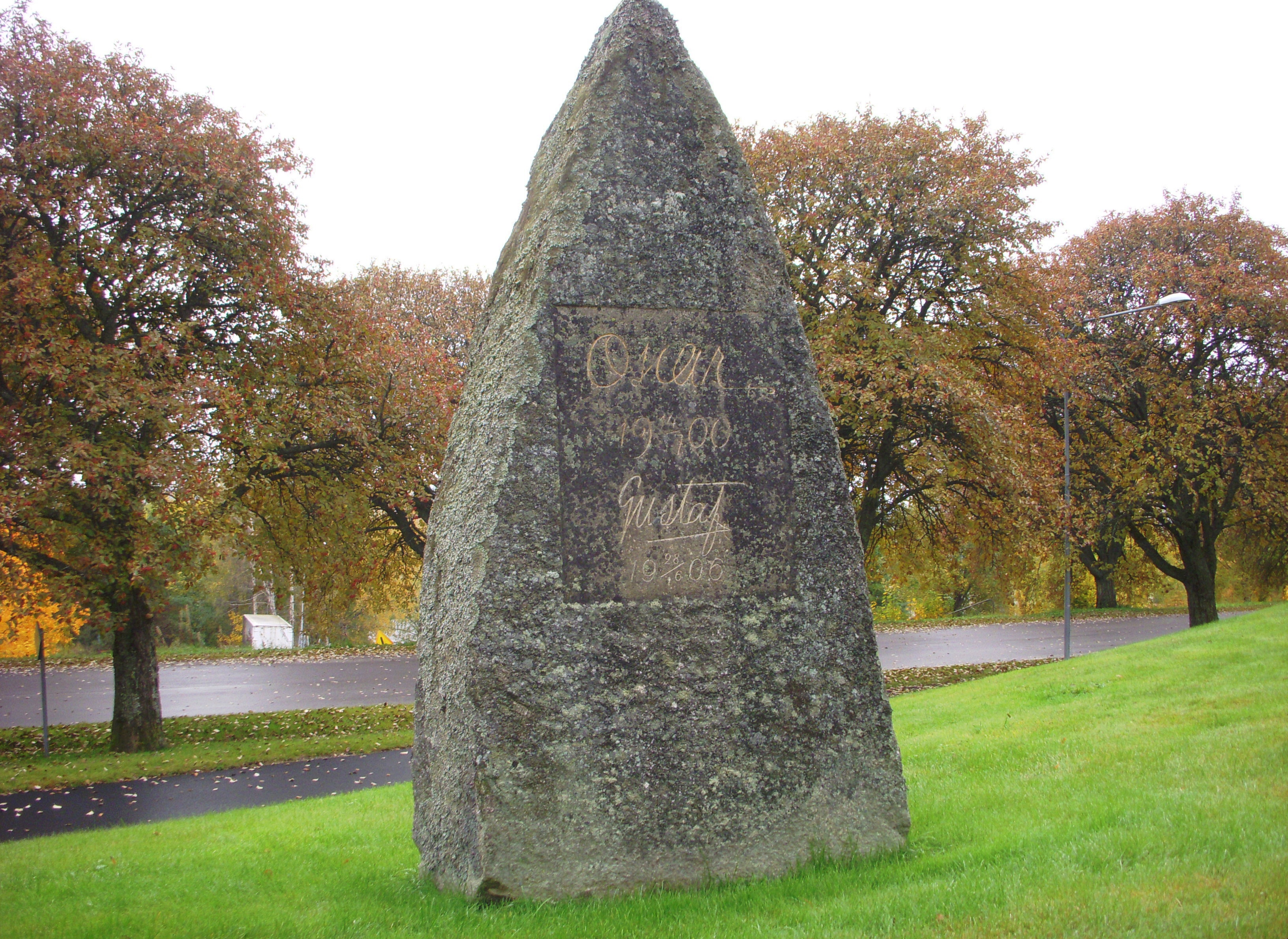
Minnessten vid gamla gruvkontoret med namnteckningar av Oscar II och Gustaf V.

Byggnaden för gruvarbetarnas omklädningsrum är sedan år 2003 arkiv för Filmarkivet i Grängesberg. För att rädda den svenska smalfilmen startade Filminstitutet på regeringens uppdrag en riksomfattande räddningsaktion, och ett nationellt filmarkiv inrättades på Grängesbergs gruvområde. Här hamnar filmer från perioden mellan 1930 och 1980. Materialet kommer från bland annat föreningar, företag, kommuner, museer och privatpersoner. 
Filmerna bevaras i klimatkontrollerande utrymmen, som garanterar deras hållbarhet. År 2011 tog Kungliga Biblioteket (KB) över verksamheten.

### Maskinhusets konstutställningar
I gruvans gamla maskinhus visas sedan år 2012 under sommarmånaderna varierande konstutställningar. Konstverken är placerade mitt i anläggningens industrimiljö med hissmaskinerier och instrumentskåp. Själva maskinhuset räknas som  "funkispärla" i Bergslagens industriarv. Maskinhuset ingår i ett mindre samarbete med Avesta Art och meken i Smedjebacken som kallas Konstrum Bergslagen.

### Mojsen Gruvcentrum
Mittemot maskinhuset ligger ”Mojsen”, som var gruvarbetarnas personalmatsal. Här invigdes sommaren 2008 ett gruvhistoriskt upplevelsecenter och ett gruvmuseum.  Museet illustrerar bland annat gruvarbetets villkor och samhället som växte upp runt gruvan. Det sker i form av tillfälliga och permanenter utställningar. I anslutning till museet ligger en mindre besöksgruva med miljön och installationer som visar arbetet i en gruva och gruvarbetarens vardag.

### Övrigt
Grängesbergs gruvor besöktes den 14 juli 1900 av Oscar II och den 28 juni 1906 av kronprinsen Gustaf (sedermera Gustaf V). En minnessten med deras namnteckningar vid gamla gruvkontoret, Bergsmansvägen 37, påminner härom.

## Bilder, konstutställning och gruvmuseum

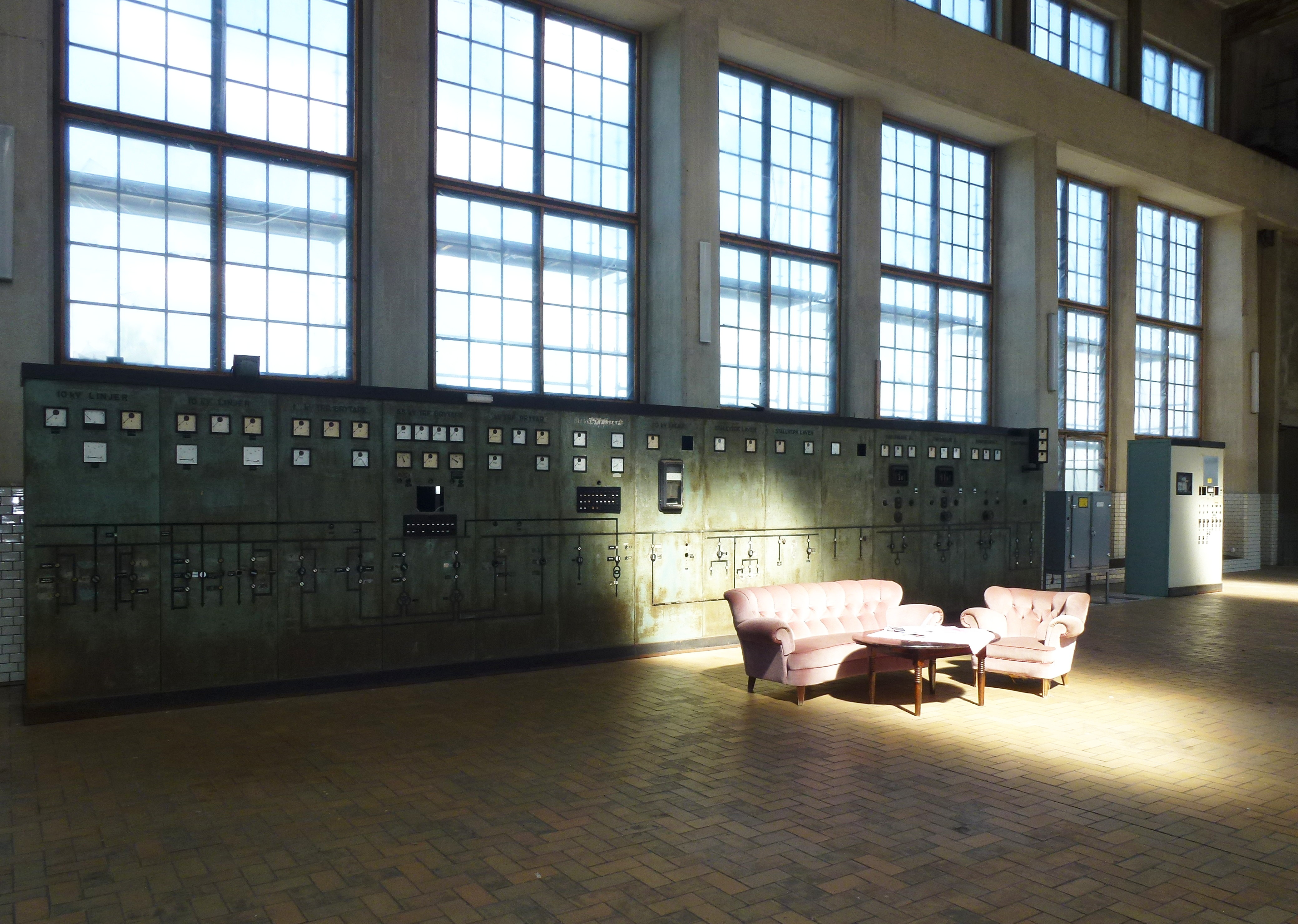
Konst i maskinhallen, 2014
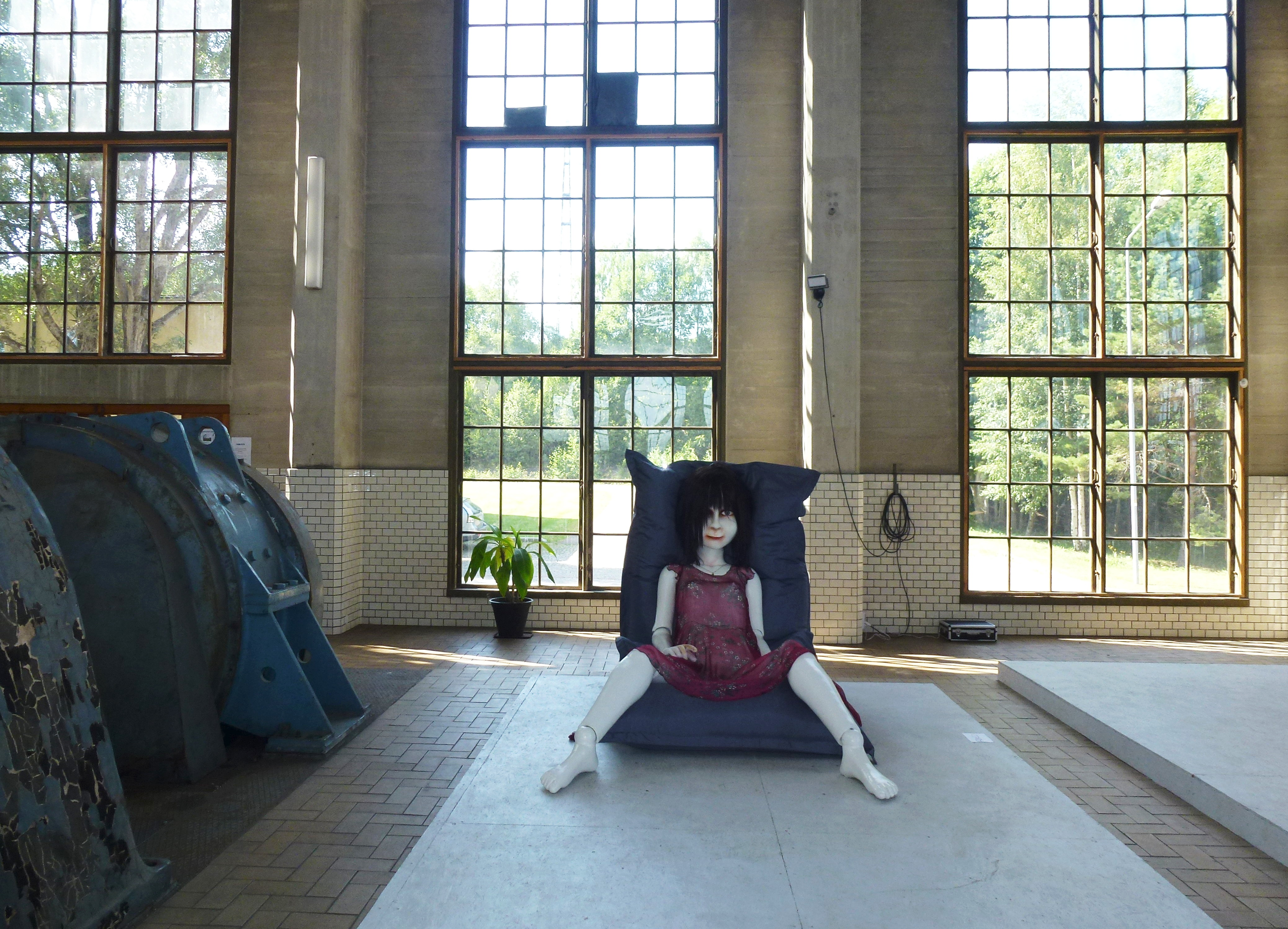
Konst i maskinhallen, 2014
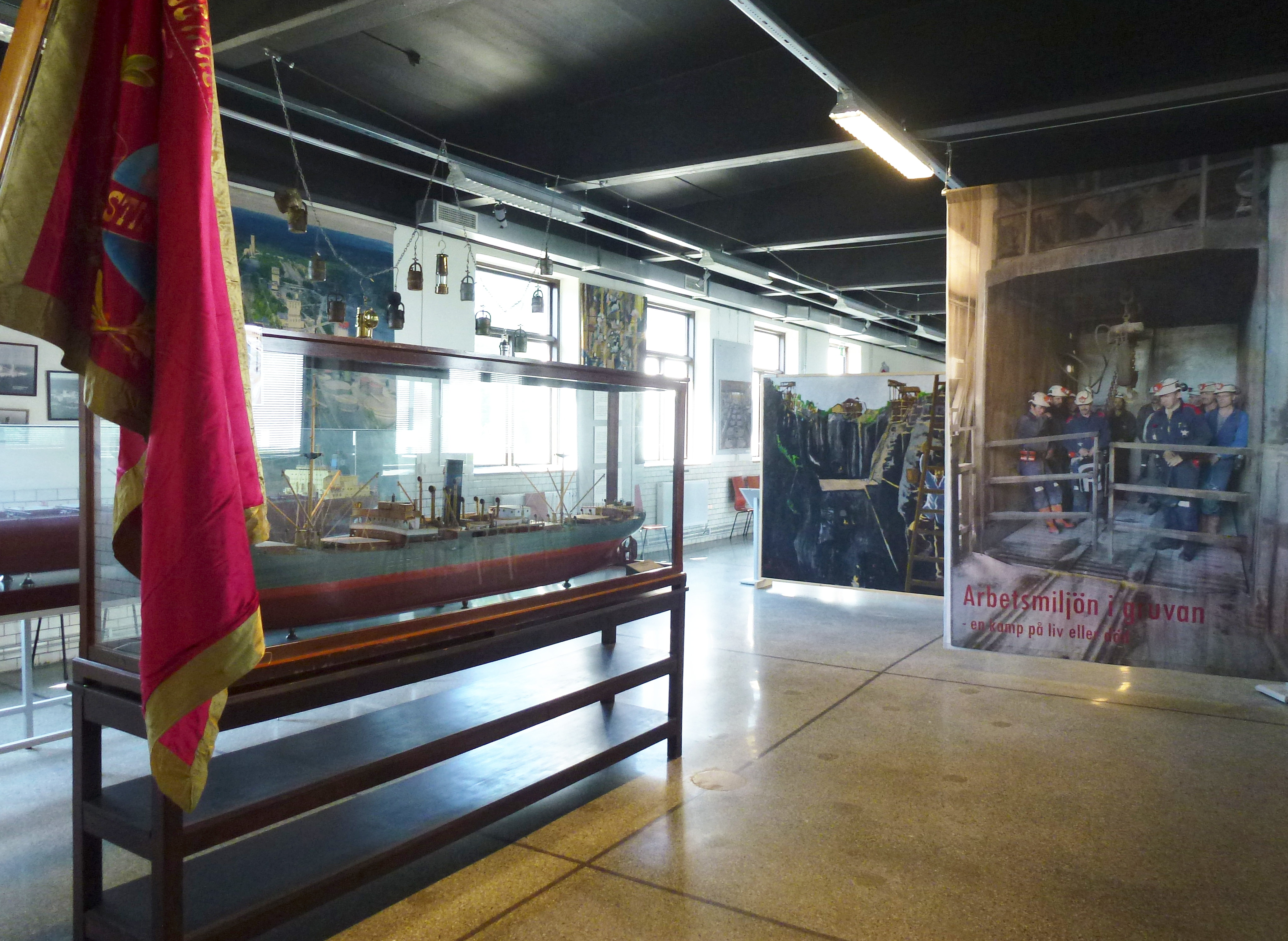
Gruvmuseet "Mojsen", 2014
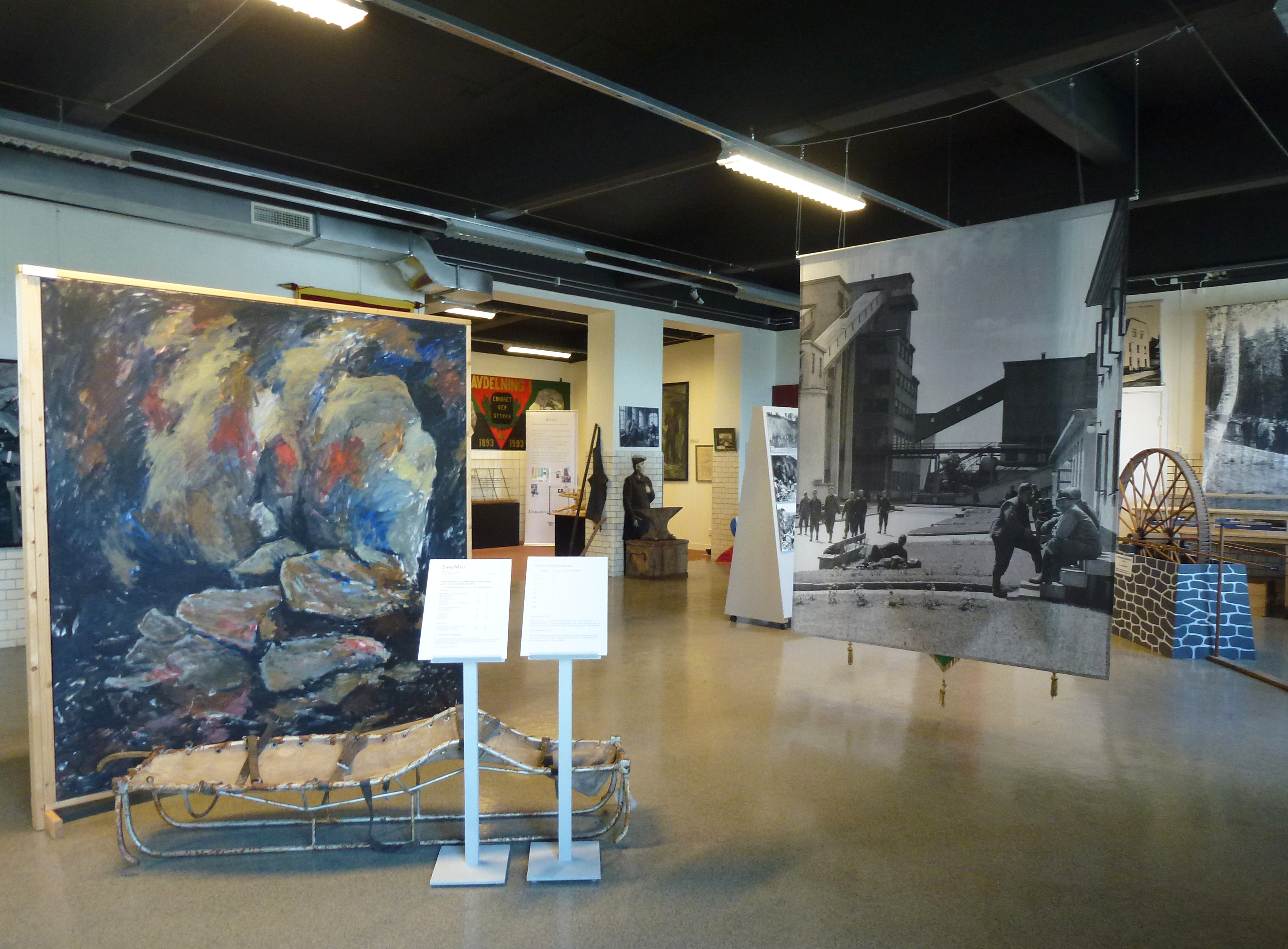
Gruvmuseet "Mojsen", 2014
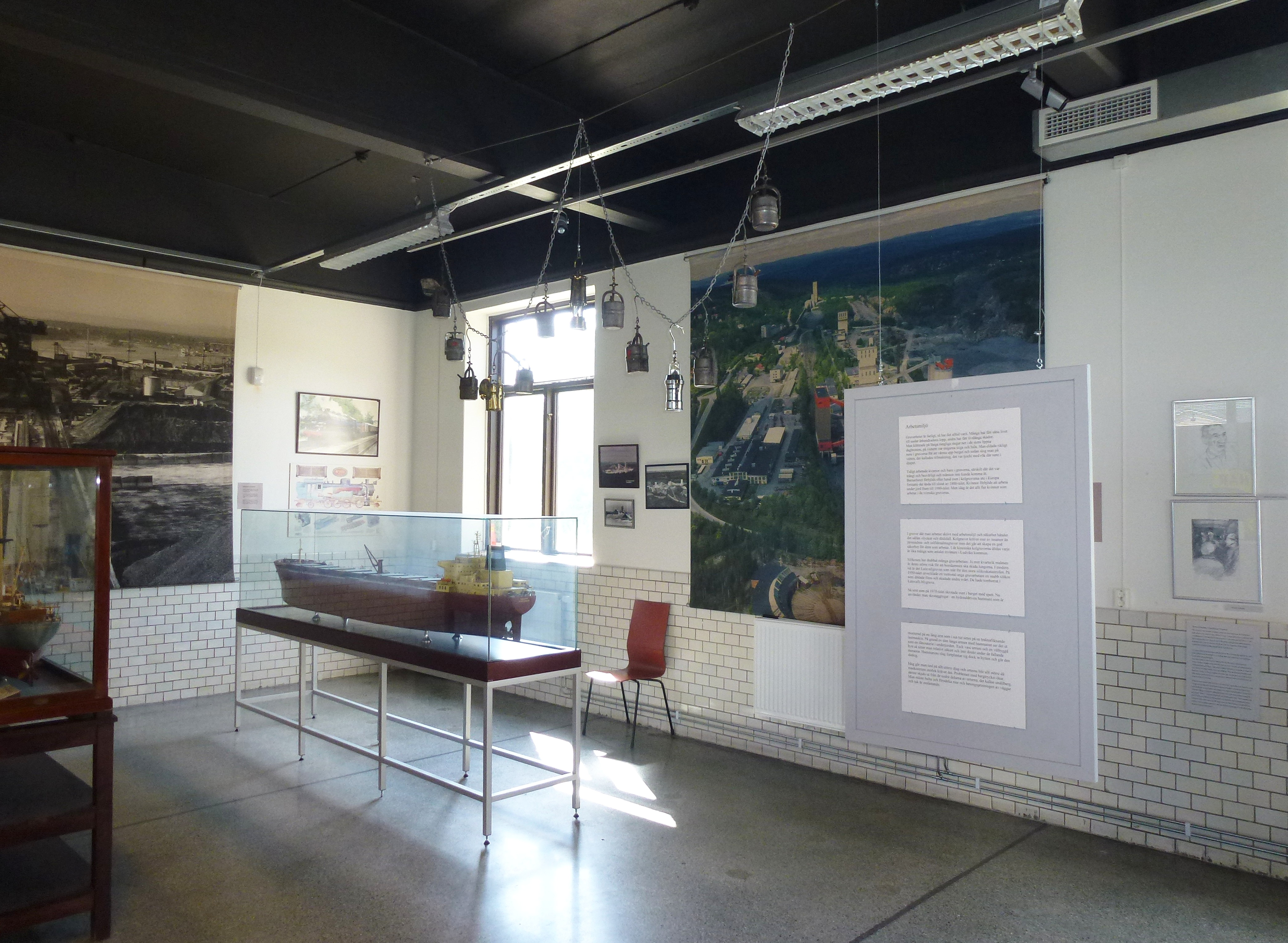
Gruvmuseet "Mojsen", 2014